# Robert Neagoe
Robert Neagoe est un footballeur roumain né le 28 mai 1982 à Pitești.

## Carrière
- 2001-2002 : FC Argeș Pitești  Roumanie
- 2002-2003 : FC Internațional Curtea de Argeș  Roumanie
- 2003-déc. 2004 : Dacia Mioveni  Roumanie
- jan. 2005-2005 : FC Argeș Pitești  Roumanie
- 2005-2007 : Royal Antwerp FC  Belgique
- 2007-2008 : Dacia Mioveni  Roumanie
- 2008-2009 : Steaua Bucarest  Roumanie
  - 2008-déc. 2008 : Gloria Bistrița  Roumanie (prêt)
- 2009-2010 : ASIL Lysi  Chypre
- 2010-déc. 2010 : CSMS Iasi  Roumanie
- jan. 2011-2011 : Digenis Morphou  Chypre
- 2011-2012 : Farul Constanta  Roumanie
- fév. 2013-2014 : Dacia Unirea Braila  Roumanie
- 2014-2015 : Farul Constanta  Roumanie